# NGC 7291
NGC 7291 (другие обозначения — PGC 68944, UGC 12047, MCG 3-57-8, ZWG 452.15, NPM1G +16.0527) — линзообразная галактика (S0) в созвездии Пегас.
Этот объект входит в число перечисленных в оригинальной редакции «Нового общего каталога».